# Káhira (guvernorát)
Guvernorát Káhira (arabsky محافظة القاهرة) je nejlidnatějším egyptským guvernorátem. Jeho hlavním městem je Káhira, která je zároveň hlavním městem celého Egypta. Část guvernorátu se v dubnu 2008 oddělila, avšak nově vzniklý guvernorát Helwán se opět ke Káhiře připojil v roce 2011.